# Rothenburger Modell

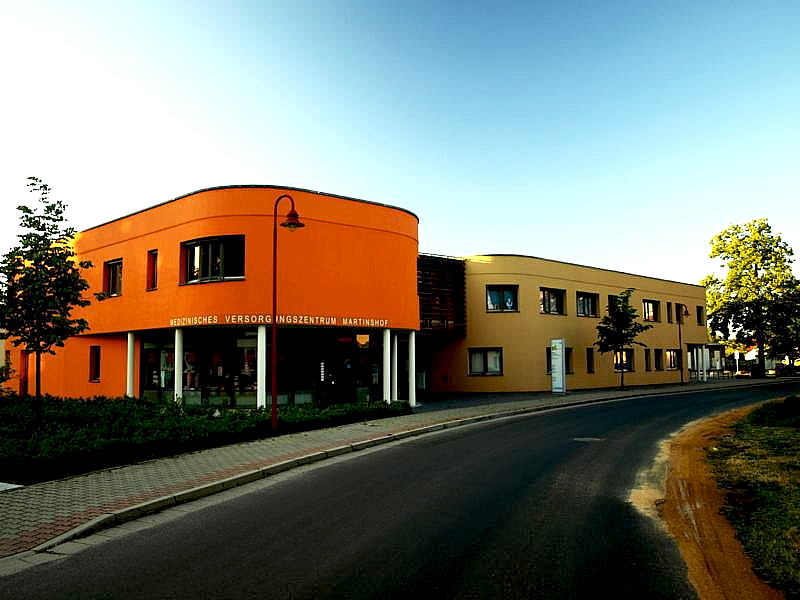
Medizinisches Versorgungszentrum am Martinshof Diakoniewerk Rothenburg

Das Rothenburger Modell ist eine gemeinschaftliche Konzeption zwischen der Stadt Rothenburg/Oberlausitz, dem Landkreis Görlitz, praktizierenden Ärzten und dem Martinshof Diakoniewerk Rothenburg, welches sich der medizinischen Versorgung im Landkreis Görlitz als strukturschwacher Region widmet.

## Idee
Das Rothenburger Modell stellt eine Synergie zwischen Interessen junger Mediziner und Angeboten der Region und Stadt Rothenburg in der Oberlausitz dar. Dabei steht eine integrierte Kooperation zwischen dem Universitätsklinikum Carl Gustav Carus Dresden, der Stadt Rothenburg, dem Martinshof Diakoniewerk Rothenburg sowie weiteren Partner im Vordergrund. Kern des Modells ist das „4+1-Modell“, bei welchem Mediziner in vollem Umfang übertariflich bezahlt werden, aber nur an vier Tagen pro Woche praktizieren. Der fünfte Tag in jeder Woche wird zur Erarbeitung einer Promotion an der Universitätsklinik Dresden freigestellt.
Die Kooperation mit der Stadt Rothenburg sowie Ärzten und Institutionen vor Ort offeriert ein Angebot, welches es jungen Medizinern mit abgeschlossener Facharztausbildung ermöglicht, die allgemeinärztliche Versorgung in einer strukturschwachen Region sicherzustellen und gleichzeitig wissenschaftlich zu arbeiten. Das Rothenburger Modell wurde durch den Unternehmensberater Andre Henschke erarbeitet.

## Resonanz
Das Rothenburger Modell wurde nach seiner Vorstellung mit dem Innovationspreis Deutschland – Land der Ideen durch den Bundespräsidenten Horst Köhler prämiert. Das Rothenburger Modell ist als Partnerprojekt Teil des Carus-Consilliums, welches durch das Universitätsklinikum Carl Gustav Carus initiiert wurde. Das Rothenburger Modell wird als Referenzmodell einer Kooperation zwischen öffentlichen und privaten Interessenträgern angesehen. Es ist ein Beispiel für einen Weg zur medizinischen Versorgung strukturschwacher Regionen.